# Sumbersari (Kiarapedes)
Sumbersari is een bestuurslaag in het regentschap Purwakarta van de provincie West-Java, Indonesië. Sumbersari telt 1540 inwoners (volkstelling 2010).